# Falcon 9 Vuelo 19
SpaceX CRS-7 fue una misión de reabastecimiento estadounidense a la Estación Espacial Internacional, contratada por la NASA, la cual fue lanzada y falló el 28 de junio de 2015. Se desintegró 139 segundos tras el lanzamiento desde Cabo Canaveral, justo antes de la separación de la primera etapa. Fue el noveno vuelo de la aeronave no tripulada de carga Dragón y el séptimo vuelo de SpaceX bajo su contrato con la NASA como parte del programa COTS. El vehículo fue lanzado en un Falcon 9 v1.1. Sea el decimonoveno vuelo global  para el Falcon 9 y el decimocuarto vuelo para el sustancialmente mejorado Falcon 9 v1.1.